# Republic of New Afrika

Le drapeau de la Republic of New Afrika.

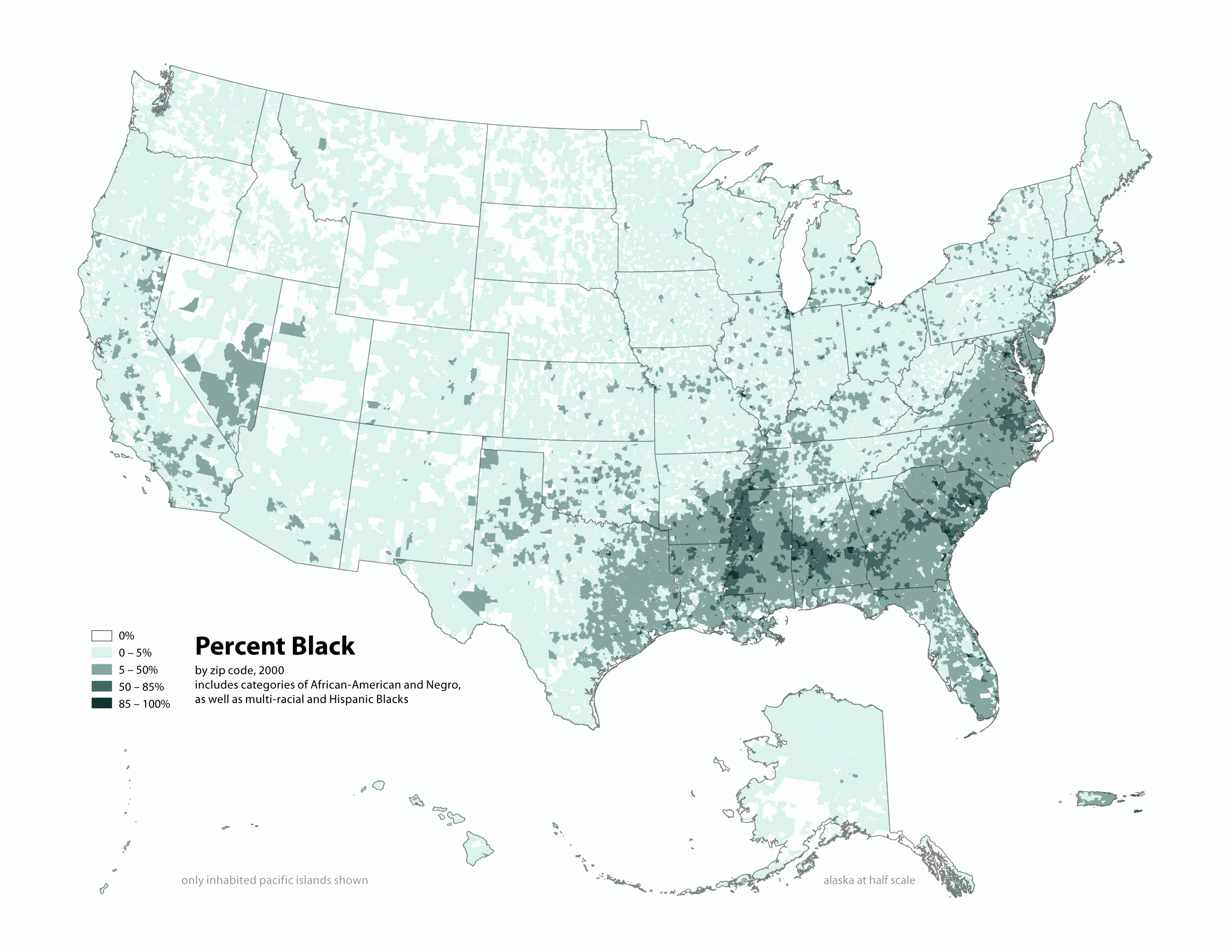
Le territoire proposé se concentre sur les États du sud-est des États-Unis, où les Afro-Américains sont nombreux.

La Republic of New Afrika (RNA), fondée en 1968, est une organisation nationaliste noire et un mouvement séparatiste noir popularisé par les groupes de combattants de la liberté noire aux États-Unis. L'organisation a trois objectifs :
- Création d'un état indépendant à majorité noire situé dans le sud-est des États-Unis, au cœur d'une zone de population à majorité noire.
- Paiement par le gouvernement fédéral de plusieurs milliards de dollars de réparations aux descendants d'esclaves afro-américains pour les dommages infligés aux Africains et à leurs descendants par l'esclavage, les lois Jim Crow et les formes modernes de racisme.
- Un référendum de tous les Afro-Américains pour déterminer leurs désirs de citoyenneté ; les dirigeants du mouvement disent qu'ils n'ont pas eu le choix dans cette affaire après l'abolition de l'esclavage en 1865 après la guerre civile américaine.

La vision de ce pays a été promulguée pour la première fois par la Malcolm X Society le 31 mars 1968 lors d'une conférence du gouvernement noir tenue à Détroit ; les participants à la conférence ont rédigé une constitution et une déclaration d'indépendance ; ses partisans revendiquent cinq États du Sud : la Louisiane, le Mississippi, l'Alabama, la Géorgie et la Caroline du Sud.
Louis Farrakhan, chef de file du mouvement séparatiste noir Nation of Islam s'est également exprimé en faveur de la création d'un état ethnique pour les Noirs.

## Leaders et membres connus
- Robert F. Williams, président en exil (1968-1971) ;
- Imari Obadele (en), président (1971-1991) ;
- Queen Mother Moore (en) ;
- Betty Shabazz, épouse de Malcolm X ;
- Chokwe Lumumba (en), vice-président, maire de Jackson, Mississippi ;
- Kuwasi Balagoon ;
- Sanyika Shakur (en).